# Interactive Theatre
Pour les articles homonymes, voir Cinémaction et Desperados.
Ne doit pas être confondu avec Théâtre interactif.
Un Interactive Theatre — dénommé à son origine CinemAction selon la graphie officielle — est un type d'attraction conçu et développé par la société Alterface. Cette famille d'attractions est développée sur la base d'un cinéma interactif qui allie cinéma 4-D (grâce aux sièges mobiles) et jeu de tir. La formule, conçue dans un premier temps autour du thème far-west du film Desperados a ensuite été adaptée au thème sous-marin (Sea Safari) et plus récemment au thème des pirates (Pirate's Plunder).
La société a fait appel à Effects Company pour ajouter encore plus d'effets à l'attraction comme du vent, des gouttes d'eau ou de la lumière. Parmi les dernières évolutions apportées par la société, le passage du film en 3D, à visionner avec des lunettes spéciales.

## Concept et opération
Après un pré-show explicatif, les visiteurs sont invités à chevaucher leurs sièges qui s'avèrent être mobiles, permettant de rendre l'attraction plus interactive et de déstabiliser les joueurs. Ils prennent alors en main leurs pistolets et repèrent leur numéro. Le film commence et chacun est amené à tirer sur le décor du film. Les pistolets fonctionnent avec un système de laser, ce qui permet une réelle interactivité, les tirs provoquant un réel effet sur le film. Les scores sont individuels et permettent donc en fin de partie de connaître l'identité des meilleurs tireurs.

## Les versions

### Shérif Academy
Doc est un fier cow-boy de bois qui se considère comme un vrai pro de la gâchette. Il est d'ailleurs à la tête de la Shérif Academy. Il a pour mission de faire des visiteurs de véritables tireurs d'élite. Après une phase d'entraînement, il les plonge dans une aventure où chaque tir peut rapporter des points.
Cette attraction ayant un caractère très familial, tous les personnages du film sont à l'image de Doc, des mannequins de bois habillés à la mode western. Ceci permet de garder le côté ludique du tir sans montrer la moindre goutte de sang.

### Sea Safari
Développé pour le Bioscope (Mission Océan), cette version donne aux visiteurs le rôle de photo-reporters sous-marins ayant pour mission de ramener des photos des poissons les plus rares.
Cette version utilise la technologie des cinémas 4D, demandant aux visiteurs de porter des lunettes spéciales et permettant une immersion totale dans l'univers du film avec des effets de reliefs dans le décor.

### Pirate's Plunder
Les visiteurs sont embauchés dans l'équipage de Barbe Noire. Ils doivent l'aider à regagner son trésor dérobé par des pirates squelettes.
Le personnage de Barbe-Noire a été filmé et incrusté dans le film par blue key.

## Attractions de ce type
| Nom                                            | Parc                                       | Pays         | Année             |
| ---------------------------------------------- | ------------------------------------------ | ------------ | ----------------- |
| nom inconnu                                    | Rusutsu Resort                             | Japon        | 2007 - ?          |
| 3D Western Biograf                             | Sommerland Sjælland                        | Danemark     | NC                |
| 5D Interative Theater                          | China Dinosaurs Park                       | Chine        | NC                |
| 8e Continent, le jeu                           | Futuroscope                                | France       | avril 2011 - 2017 |
| Ciné Desperados                                | Fraispertuis-City                          | France       | juin 2006         |
| Cowboy Adventure                               | Happy Valley (Chengdu)                     | Chine        | 2009              |
| Crazy Theatre                                  | Bakken                                     | Danemark     | 2008              |
| Desperado                                      | Happy Valley (Shanghai)                    | Chine        | 2009              |
| Desperado                                      | Parque de Atracciones de Madrid            | Espagne      | 2007              |
| Desperado 4D                                   | Dennlys Parc                               | France       | 2017              |
| Desperado City                                 | Bobbejaanland                              | Belgique     | juin 2006 - 2013  |
| Desperados Theater                             | Lotte World                                | Corée du Sud | 2007              |
| Desperados Sherif Academy                      | Santa Cruz Beach Boardwalk                 | États-Unis   | 2008              |
| Desperado: The Shooting Gallery                | Movie Park Germany                         | Allemagne    | 2007              |
| Kinétorium                                     | Jardin d'acclimatation                     | France       | 2018              |
| Planète sous-marine anciennement Mission Océan | Parc du Petit Prince anciennement Bioscope | France       | 2008              |
| Pirate's Plunder                               | Parc du Bocasse                            | France       | 2010              |
| Sherif Academy                                 | Walygator Grand Est                        | France       | avril 2009        |